# Brič
Brič (en italien : Briz) est une localité de Croatie située en Istrie, dans la municipalité de Buje, dans le comitat d'Istrie. En 2001, la localité comptait 16 habitants.

## Démographie
| 1948 | 1953 | 1961 | 1971 | 1981 | 1991 | 2001 |
| ---- | ---- | ---- | ---- | ---- | ---- | ---- |
| 117  | 78   | 62   | 33   | 23   | 18   | 16   |